# Stevan D. Popović
Stevan D. Popović (serbisch-kyrillisch Стеван Д. Поповић; damals deutsch transkribiert: Stefan Popowitsch; * 30. Julijul. / 11. August 1844greg. in Šabac; † 24. Septemberjul. / 7. Oktober 1902greg. in Belgrad) war serbischer Kultusminister und Pädagoge.

## Leben
Popović widmete sich zu Berlin, Zürich und Gotha philosophischen und pädagogischen Studien. Er wurde 1868 Beamter im serbischen Kultusministerium.
1870 wurde Stevan D. Popović Professor an der von ihm mitbegründeten Lehrerbildungsanstalt in Novi Sad, deren Direktion ihm 1877 übertragen wurde, nachdem er 1874 bis 1875 in Leipzig gelebt hatte und 1875 zum Sekretär im Kultusministerium ernannt worden war.
Seit 1880 gehörte er dem letzteren wieder als Sekretär, seit 1883 als Referent an, 1884 wurde er zum Kultusminister ernannt. Von seinen pädagogischen Schriften ist die Methode der Volksschulen zu nennen.
1870 wurde er Vollmitglied der Serbischen Gelehrtengesellschaft, der Vorgängerorganisation der 1886 gegründeten Serbischen Akademie der Wissenschaften und Künste, deren Ehrenmitglied er 1892 wurde.